# Jean Saubert
Jean Marlene Saubert (Roseburg, 1º maggio 1942 – Bigfork, 15 maggio 2007) è stata una sciatrice alpina statunitense.

## Biografia

### Stagioni 1959-1963
Sciatrice polivalente originaria di Cascadia (Oregon) e sorella di Joan, a sua volta sciatrice alpina, Jean Saubert debuttò in campo internazionale in occasione degli Nor Am Championships 1959 (Squaw Valley, 21-23 febbraio), dove si classificò 9ª nella discesa libera, 15ª nello slalom gigante, 13ª nello slalom speciale e 11ª nella combinata.
Nel 1961 si piazzò 2ª nello slalom speciale della Roch Cup (Aspen, 24-26 febbraio) e nel 1962 esordì ai Campionati mondiali: a Chamonix 1962 (10-18 febbraio) fu 9ª nella discesa libera, 6ª nello slalom gigante, 17ª nello slalom speciale e 9ª nella combinata. Nel 1963 vinse la discesa libera, lo slalom speciale e la combinata delle Vail Trophy Races (Vail, 9-10 febbraio) e la discesa libera, lo slalom speciale e la combinata della Harriman Cup (Sun Valley, 29-31 marzo), dove si classificò anche 2ª nello slalom gigante.

### Stagioni 1964-1966
Nella stagione 1963-1964 vinse lo slalom gigante e si piazzò 2ª nello slalom speciale del Criterium de la première neige (Val-d'Isère, 11-14 dicembre), fu 1ª e 3ª nei due slalom speciali di Oberstaufen (3-4 gennaio), vinse lo slalom gigante delle SDS-Rennen (Grindelwald, 7-10 gennaio) e lo slalom speciale delle Silberkrugrennen (Badgastein, 15-16 gennaio), dove si classificò anche 2ª nella combinata. Ai IX Giochi olimpici invernali di Innsbruck 1964 (29 gennaio-9 febbraio, validi anche come Mondiali 1964), sua unica presenza olimpica dove arrivò tra le favorite, conquistò la medaglia d'argento nello slalom gigante, quella di bronzo nello slalom speciale e si piazzò 26ª nella discesa libera e 4ª nella combinata (disputata in sede olimpica ma valida solo ai fini iridati); fu quindi portabandiera degli Stati Uniti durante la cerimonia di chiusura e nel prosieguo della stagione si aggiudicò lo slalom speciale e fu 2ª nella combinata del trofeo Arlberg-Kandahar (Garmisch-Partenkirchen, 14-16 febbraio).
Nel 1965 si classificò 2ª sia nello slalom speciale sia nella combinata della Harriman Cup (Sun Valley, 23-24 marzo), vinse lo slalom speciale e la combinata del trofeo Far West Kandahar (Alpine Meadows, 9-11 aprile), dove si piazzò anche 2ª nel secondo slalom speciale, e lo slalom speciale del trofeo Silver Belt (Sugar Bowl, 24-25 aprile); l'anno dopo fu 3ª nello slalom speciale di Farellones (17 luglio) e si congedò dall'agonismo in occasione dei Mondiali di Portillo 1966 (5-14 agosto), dove fu 10ª nella discesa libera, 4ª nello slalom speciale e non concluse lo slalom gigante.

## Palmarès

### Olimpiadi
- 2 medaglie, valide anche ai fini dei Campionati mondiali:
  - 1 argento (slalom gigante a Innsbruck 1964)
  - 1 bronzo (slalom speciale a Innsbruck 1964)

### Universiadi
- 2 medaglie[1][12]:
  - 1 argento (discesa libera a Sestriere 1966)
  - 1 bronzo (slalom gigante a Sestriere 1966)

### Classiche
Arlberg-Kandahar
- 1 vittoria (slalom speciale a Garmisch-Partenkirchen 1964)

Criterium de la première neige
- 1 vittoria (slalom gigante a Val-d'Isère 1963)

Harriman Cup
- 3 vittorie (discesa libera, slalom speciale, combinata a Sun Valley 1963)

SDS-Rennen
- 1 vittoria (slalom gigante a Grindelwald 1964)

Silberkrugrennen
- 1 vittoria (slalom speciale a Badgastein 1964)

### Campionati statunitensi
- 8 medaglie (dati parziali):
  - 7 ori (discesa libera, slalom gigante nel 1963[20]; discesa libera, slalom gigante, slalom speciale, combinata nel 1964[21]; discesa libera nel 1965[22])
  - 1 bronzo (combinata nel 1966[23])

### Campionati statunitensi juniores
- 4 ori (slalom speciale, combinata nel 1957; slalom speciale, combinata nel 1959)[1]

## Riconoscimenti
- U.S. National Ski Hall of Fame (1976)[1]